# Тандыр

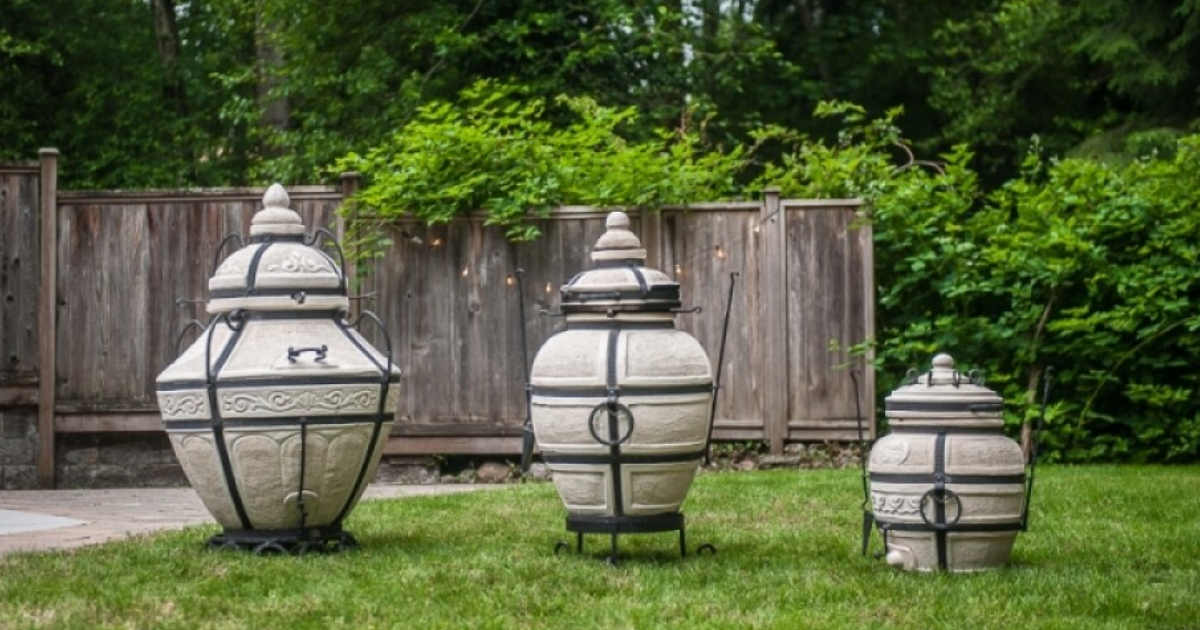
Современные керамические тандыры на дровах

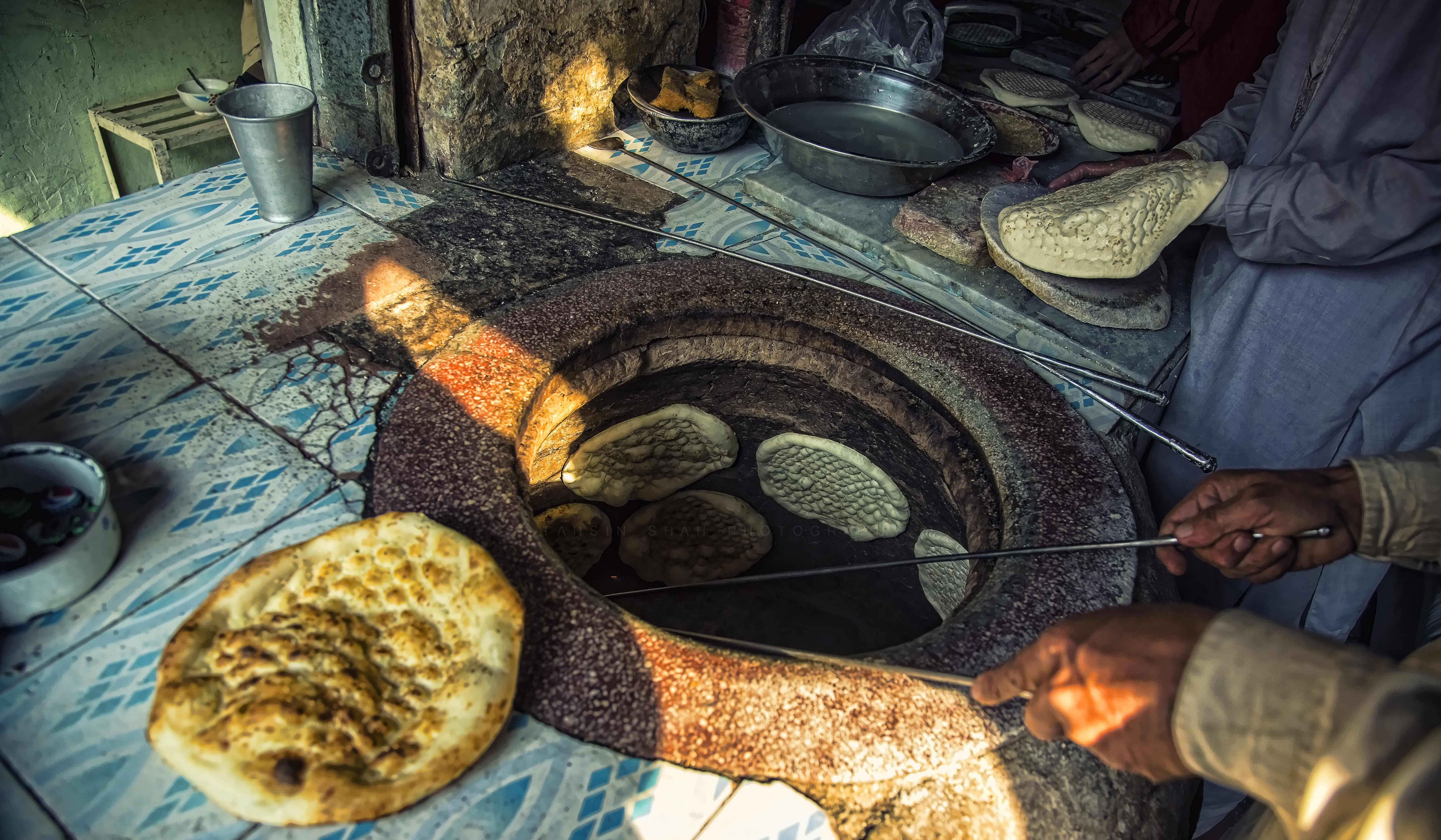
Пакистанский тандыр

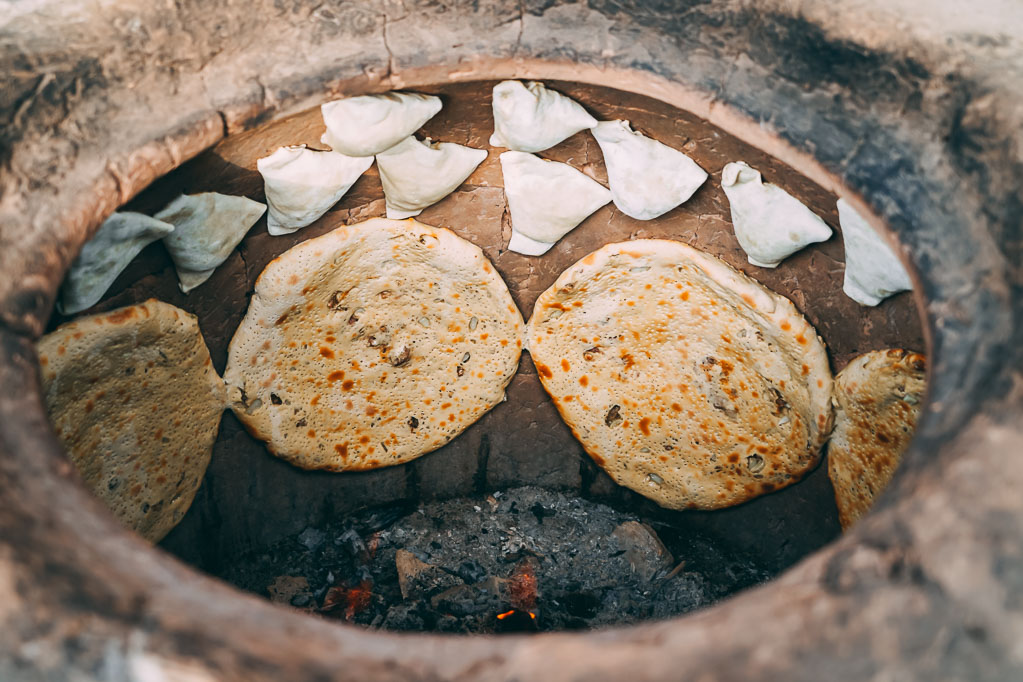
Выпечка хлеба и самсы на туркменском тамдыре

Танды́р — печь-жаровня, мангал особого шарообразного или кувшинообразного вида для приготовления разнообразной пищи у народов Азии, Кавказа, Балканского полуострова, а позднее — в остальных регионах.
Использовался также для обогрева помещений, в культовых и лечебных целях. Распространён в странах Передней Азии, Магрибе, Испании, странах Латинской Америки, Азербайджане, Армении, Кыргызстане, северо-западном Китае (Восточный Туркестан), на юге России, Казахстане, Крыму, Таджикистане, Туркмении, Индии, Узбекистане, Японии, и в Африке. Тандыр традиционно является непременным атрибутом внутреннего двора многих южных народов. Отличается большой теплоёмкостью и экономичностью при расходе топлива (дрова), поскольку тандыр родом из мест, где никогда не было изобилия древесины. Может быть как стационарным, так и переносным.

## Происхождение и этимология
Эволюция тандыра происходила на протяжении последних пяти тысячелетий. На начальном этапе своего существования он делался вручную из глины и играл важную роль в культе огнепоклонничества. Тандыр происходит из Месопотамии, и на аккадском языке название звучало как «тинуру».
В средние века он стал культовым предметом двора у среднеазиатских огнепоклонников сартов. В Закавказье упоминания о широких тандырах датируются X—XII веками. В разных вариантах написания это слово встречается и в других языках: в Азербайджане — тяндир, в Армении — «тонир» (диалектные формы — тондир, тондруг), в Грузии — тонэ, в Индии — тандур, в Таджикистане — танур, в Туркменистане — тамдыр, Восточном Туркестане — «тонур», в Узбекистане — (при написании кириллическим алфавитом) «тандир», при современном написании латиницей tandir произносится [тандыр]. В Испании и странах Латинской Америки, равно как и на юго-западе США, наличествует разновидность тандыра «чименея», восходящая к арабским и берберским традициям. Современные тандыры часто также закладываются вручную, но при их строительстве всё чаще используются цемент (для фундамента) и кирпичи (для стенок).

## Стационарный тандыр
Собственно тандыр представляет собой керамическую полусферу объёмом от 0,25 до 1 м3 с круглым проёмом в стенке или верхе (диаметром 0,5—0,7 м). Общая масса традиционных облицованных тандыров с фундаментом может достигать 350—1000 килограммов. Ставится традиционно во дворе на глиняную платформу горлом вверх (осью вертикально) или осью горизонтально (горло при этом смотрит на горизонт). Вертикальные обычно используются для выпечки самсы, хлеба, шашлыка; в Узбекистане — для копчения мяса баранины «тандир кабоб», а горизонтальные — только для выпечки хлеба тандыр-нон. Стенки снаружи обкладываются кирпичом из сырой глины. Это делается для повышения теплоёмкости печи. При использовании тандыр жарко натапливается углём, дровами или хворостом. Закладка дров, выемка золы и сажание хлеба в тандыр производится через одно и то же отверстие. После того как тандыр достаточно прогреется, внутренние стенки тандыра быстро протираются от налёта гари. После этого их спрыскивают водой и затем прилепляют предназначенные к выпеканию изделия. Они доходят до готовности за счёт жара накопленного в толстых стенках тандыра. После этого, обычно при помощи специального ковша и крюка с длинными рукоятками, изделия вынимаются из тандыра. В Армении тандыр традиционно размещается ниже уровня пола внутри или около дома в помещении, называемом тонратун.

## Современный переносной тандыр
Современные тандыры изготавливаются из шамотной глины. Толщина стенок в среднем 3—7 см. Также бывают производственные тандыры для кафе и ресторанов. Современные производители утепляют их снаружи теплоизоляционным материалом для более продолжительного сохранения температуры внутри тандыра. Что касается принципа работы, он не изменился — разогретая изнутри печь постепенно и равномерно запекает еду. В целях экономии энергии и труда жара от одного костра должно хватать на несколько партий хлеба. Современные переносные тандыры по форме напоминают вазы с двухуровневой крышкой и, в основном, имеют металлические кованые ручки, а также стянуты металлическими коваными полосами. Крышка у современных переносных тандыров содержит в себе приспособление для вертикального расположения шампуров. В нижней части располагают поддувало для извлечения углей и растопки тандыра. Средняя температура в рабочем тандыре достигает 400 °С.

## Использование тандыра

### Азербайджан
В различных районах Азербайджана в ходе археологических раскопок в большом количестве обнаруживались тендиры. Результаты раскопок показали, что на территории современного Азербайджана начиная с неолита практически во всех поселениях и городищах существовали тендиры. Самым древним тендиром, обнаруженным в Азербайджане является тендир, найденный в ходе раскопок в поселении Кюльтепе Нахичеванской республики, которое датируется V—IV тысячелетиями до н. э. Тендиры, относящиеся к III—II тысячелетиям до н. э., были обнаружены в ходе археологических работ на Кюльтепе, Узерлик-тепе, Каратепе, в Оренкале, Кабале. Помимо глины в состав изготавливаемых в Азербайджане тендиров входили красная и жёлтая земля, крупинки красного кирпича, козлиная и лошадиная шерсть, солома и высушенная трава. Ввод крупинок кирпича, козлиной и лошадиной шерсти ускорял нагревание тендира, а также предохранял его от трещин.

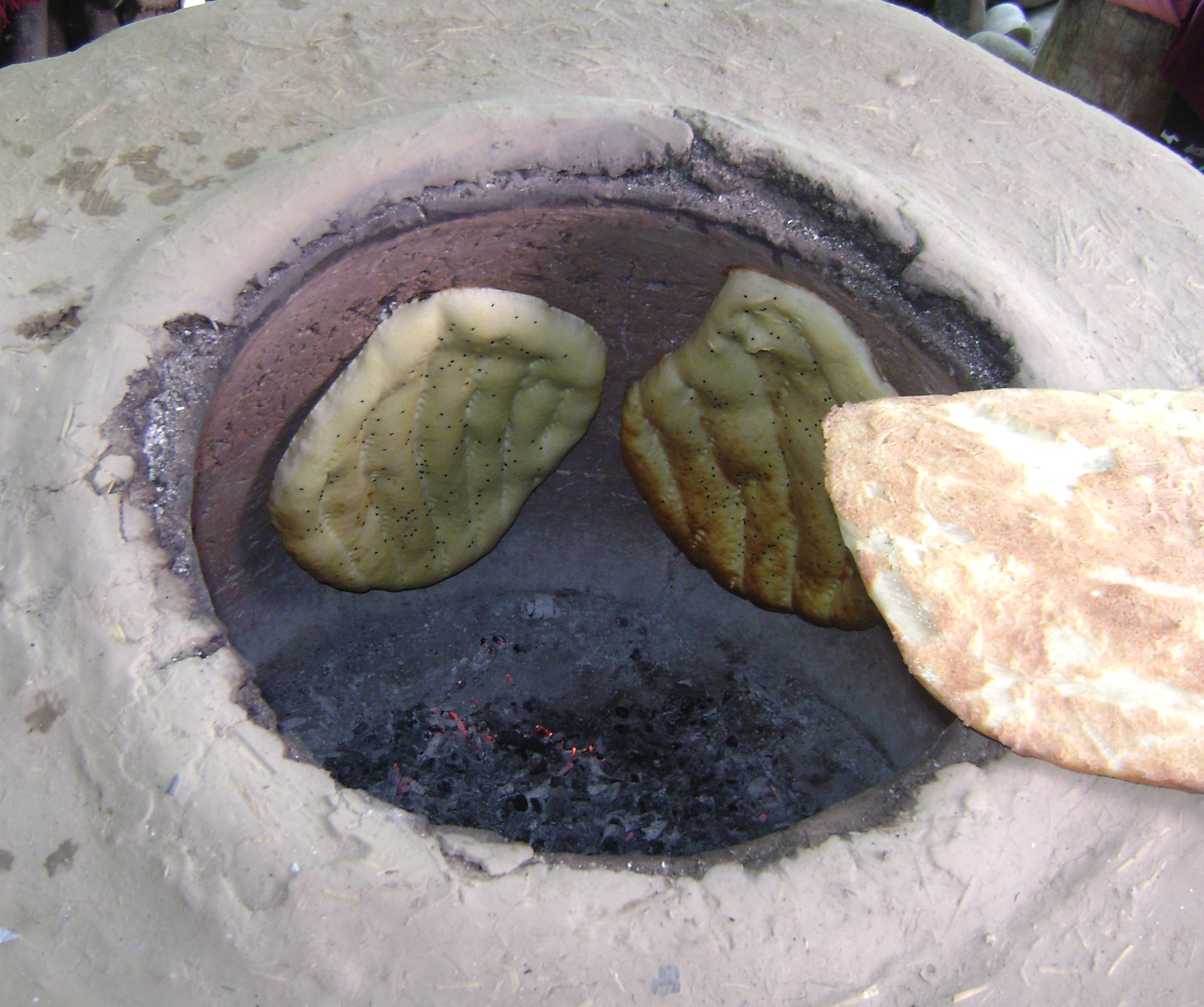
Выпечка хлеба в тендире в Губинском районе Азербайджана

Строились тендиры в Азербайджане как правило трёх размеров: большой, средний и малый. Размеры тендиров определялись по диаметру дна. Так, большой тендир имел диаметр дна от 110 до 120 см, горловину — от 50 до 60 см, а высоту — от 100 до 110 см. Средний тендир имел диаметр дна от 90 до 100 см, горловину — от 45 до 50 см, а высоту — от 90 до 100 см, а малый тендир имел диаметр дна от 65 до 70 см, горловину — от 30 до 35 см, а высоту — от 65 до 70 см. Тем не менее, в Нахичевани встречались тендиры и глубиной 140—150 см, а в Лачине и на Апшеронском полуострове — глубиной 120—130 см.
В Азербайджане было зафиксировано четыре вида тендира: дойме, бадлы, кирпичный и каменный. Самым распространённым видом в Азербайджане является подземный бадлы тендир. В прошлом тендиры располагали, как правило, в середине жилого помещения под свето-дымовым отверстием. В некоторых же жилищах тендиры устанавливались в жилом помещении и в вестибюле-дехлизе (к примеру, в Нахичевани), а также в дехлизе или во дворе, около дома.
Распространение в Азербайджане получили и наземные тендиры. Встречались они в Карабахской, Нахичеванской, Ленкоранской, Нухинской и в других зонах. Наибольшее распространение они получили в Бейлаганском, Агджабединском, Агдамском, Физулинском и Бардинском районах. Использовали наземные тендиры зачастую в местах, имевших сырую землю.
Меньшее распространение получили в Азербайджане кирпичные и каменные тендиры, являющиеся поздними усовершенствованными формами древних видов. Кирпичные тендиры встречались в Ленкоранской, Карабахской и Гянджа-Газахской зоне. Каменные тендиры же были зафиксированы в селении Килсе Кельбаджарского района. В прошлом каменные тандиры строились в таких типах жилищ, как карадам и состояли из четырёх цельных овальных камней, которые сужались кверху. Такие тендиры, как правило, имели поддувала и глубину 85 см, диаметр дня 60 см, а горловину 40 см.
У внешней торцевой стены жилых домов на Апшероне располагалась кухня с тендиром и очагом. Часто тендир и очаг устанавливались друг возле друга вдоль задней стены кухни на метровом возвышении. Вокруг этого возвышения сооружался помост (сэки) с отверстием спереди для поддувала. В одной из стен, которая примыкала к тендиру сооружалась ниша для той или иной утвари для выпечки хлеба. Высота дымохода над тендиром имела высоту от 1,5 до 2,5 м, нижнее основание — 1,5 м, а верхнее — до 1 м.
Выпечка хлеба в тендирах широко распространена в Азербайджане. Тендиры бытуют как в районах, так и в городских центрах республики. В основном в тендире пекут хлеб чурек, нередко и лаваш. Помимо выпечки хлеба тендиры использовались для сушки фруктов, обогрева жилища и для обжига гончарного круга.
На состоявшемся в 2024 году заседании межправительственного комитета ЮНЕСКО в столице Парагвая в городе Асунсьон на основании Конвенции о «Защите нематериального культурного наследия» от имени Азербайджана было принято решение включить искусство тандира и выпечку хлеба в Азербайджане в список нематериального культурного наследия ЮНЕСКО.

### Армения

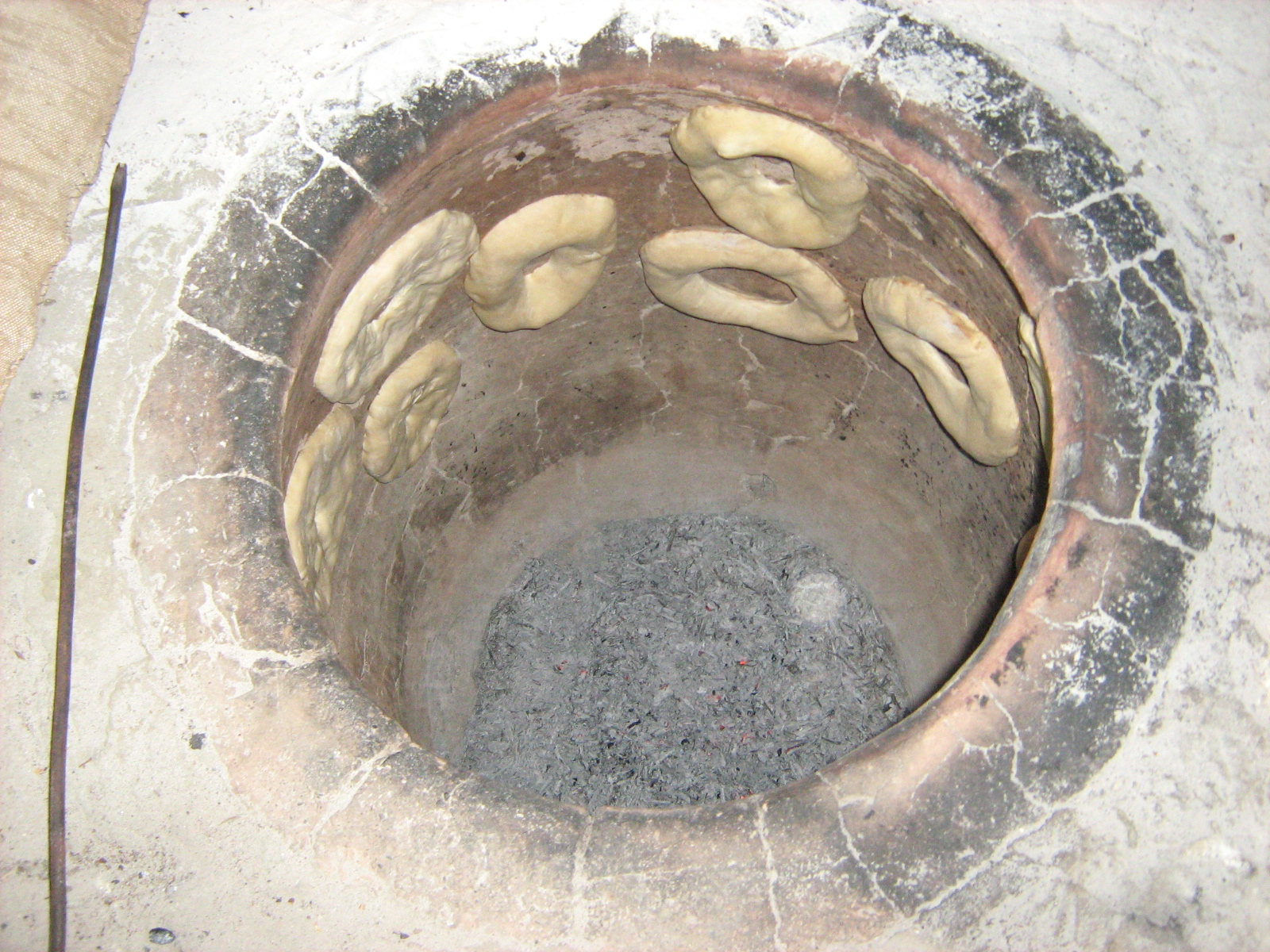
Армянский тонир с матнакашами

Армянская форма слова — тонир (арм. Թոնիր), в письменных источниках впервые встречается в переводе Библии завершённой в 430-х годах. Согласно И. Дьяконову в армянском и аккадском языках это слово восходит к общему субстрату.
В Армении с древних времён готовят в тонирах. На территории современной Армении тониры были обнаружены в раннебронзовом слое поселения близ Гарни, а также при раскопках Кармир-Блура и Тейшебаини. Были обнаружены тониры эпохи античности на территории древней армянской столицы Арташат (II в. до и. э.—III в. н. э.). Тониры в большом количестве встречаются в памятниках средневековой Армении. Так, в результате археологических работ были найдены средневековые тониры и остатки лаваша в них. Один из таких кусочков обгорелого лаваша был найден уже в начале XX века в средневековой армянской столице Ани (недалеко от церкви Гагкашен) во время раскопок города Русским археологическим обществом.
В Армении тонир устанавливается в земле. Тонир (тундыр) в быту армян выполнял ряд функций: в нём готовили еду, и с его помощью отапливали дома. Помимо этого он использовался и в лечебных целях для согревания. В поселениях, где отсутствовали церковные сооружения, священнослужители имели право перед тониром проводить церемонию бракосочетания. Считалось, что наклонившись над тониром при выпечке хлеба, армянские женщины кланялись Солнцу. Армяне Нагорного Карабаха, устанавливают врытые в землю и обложенные камнем тониры в стороне от жилого дома, под специальными навесами (или отдельно стоящем помещении «Тонратуне») . Причём располагают тониры в разных кварталах села, из расчёта один тонир на несколько домов. По традиции, во время выпечки хлеба, мужчины не допускались к тониру. Выпечка и готовка полностью ложится на женщин из разных семей, которые пекут в них хлеб поочерёдно помогая друг другу.
С 2012 года в Армении проводится фестиваль тонира «Тонратон» — кулинарный фестиваль блюд, приготовленных в тонире (тундыре).

### Дагестан
В окрестностях Дербента, одного из древнейших городов России, глубоко пустила корни старинная традиция самого тщательного подхода к возведению тандыра и выпечки хлеба «тандыр-чурек». К процессу сооружения самого тандыра подходят очень бережно: глину идущую на его изготовление нужно тщательно просеять, словно муку. Наилучшим материалом считается белая глина. Затем для глиняной массы создаётся каркас. Во влажную глину обязательно добавляют солому, а также расчёсанный конский волос. В процессе обжига эта шерсть выгорит, и в результате в стенках тандыра появляются миллионы «капилляров». Благодаря им в каркасе останется воздушная прослойка, которая поможет равномерно распределить жар внутри печи, а также будет долго держать тепло уже после угасания костра. Согласно дербентской традиции, огонь в тандыре разводят только дубовыми дровами, поскольку именно так получится хлеб «с дымком». Сходным образом тандыр используется и в Азербайджане.

### Туркменистан

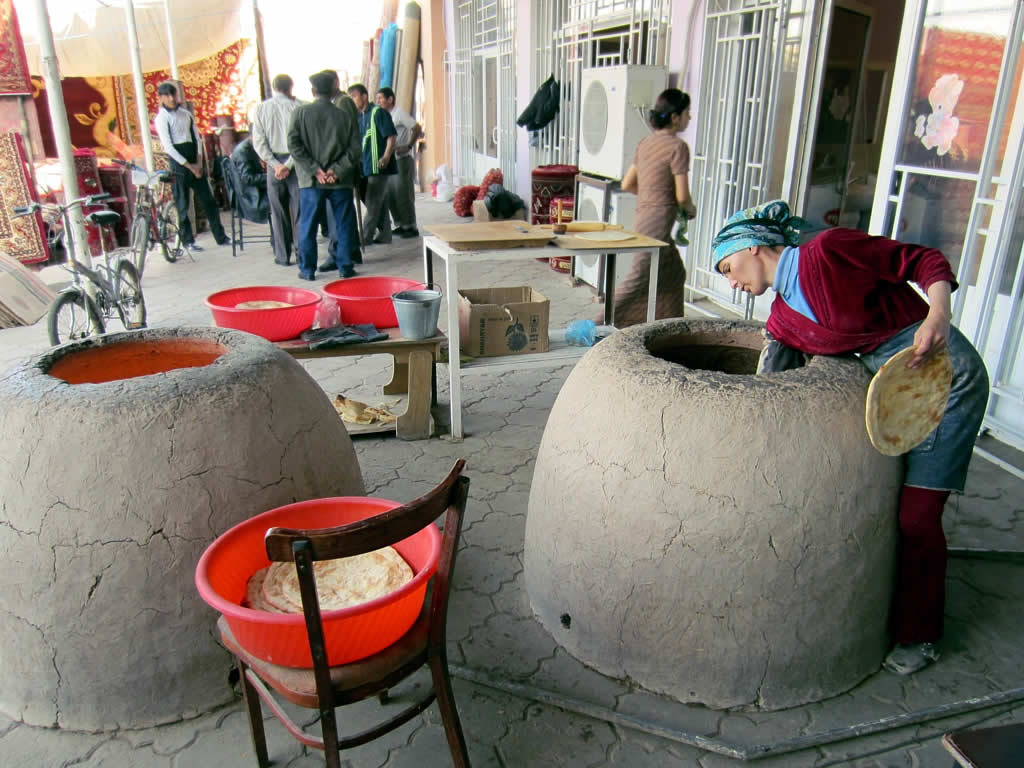
Туркменский тандыр

Секреты изготовления глиняных печей тандыров передавались туркменами из поколения в поколение. Людей, делающих тандыры, называли тамдырчи. Процесс создания печи имеет свои незыблемые правила. Это — целый цикл последовательных действий. Материал для тандыр — глина — должна быть желательно каолиновая, однородного состава, чтобы мялась как пластилин, а не крошилась в руках. Опытные мастера — тамдырчи знают места, где можно добыть такую глину, и используют их десятилетиями.

### Россия и другие страны
После того, как Крым вошел в состав Российской империи, в крымскотатарских домах прочно укоренилась традиция возводить не только тандыр (во дворе), в котором готовили лепёшки, самсу, но также и русскую печь (в доме), в которой хозяйки пекли хлеб, пироги и блинчики с мясом, делали вареники, пенраш и картоплаш. С другой стороны, в последние годы, в рамках моды на разные веяния этнической кухни народов мира, тандыр, также как и японские печи хибачи и тэппанъяки, получили распространение во многих северных городах и регионах России, а также в других нетрадиционных для тандыра странах. Тандыры всё чаще можно найти в узбекских ресторанах, а также в грузинских и армянских хлебопекарнях Москвы, Новосибирска и других городов России и стран СНГ. Настоящий тандырный бум в начале XXI века переживает и Киев.
- Тандыр (тоне) стал неотъемлемой частью грузинской кухни. В тоне грузины запекают хлеб разной формы: округлый — мргвали, длинный и вытянутый — шоти-пури.
- В Индии в тандыре (в этой стране произносится тандур (дев. तंदूर) готовят мясные блюда. Например, «цыплята тандури» (дев. तंदूर).
- В Средней Азии в тандырах выпекают лепёшки и самсу. У оседлых народов (таджиков и узбеков) при строительстве дома часто для выпекания лепёшек во внутреннем дворе устанавливается тандыр.
- В Армении в тандырах (тонирах) пекут лаваш и матнакаш.
- На Кавказе и в Иране в тандырах пекут лаваш.

## Галерея

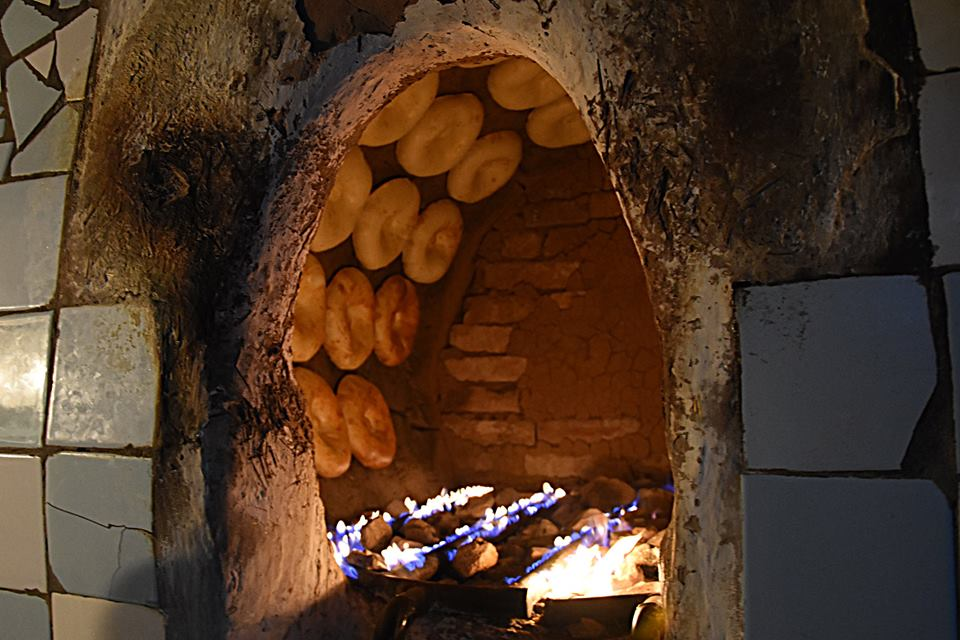
Современный тандыр в Узбекистане
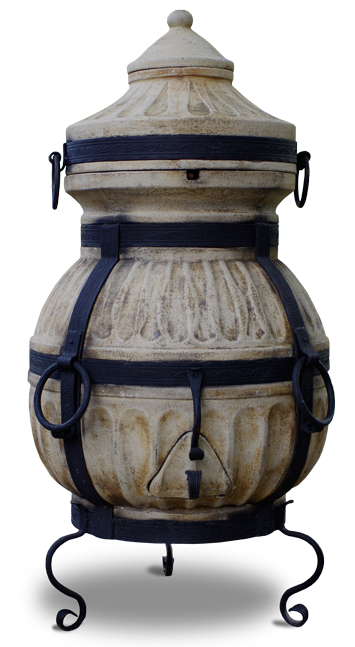
Современный переносной тандыр
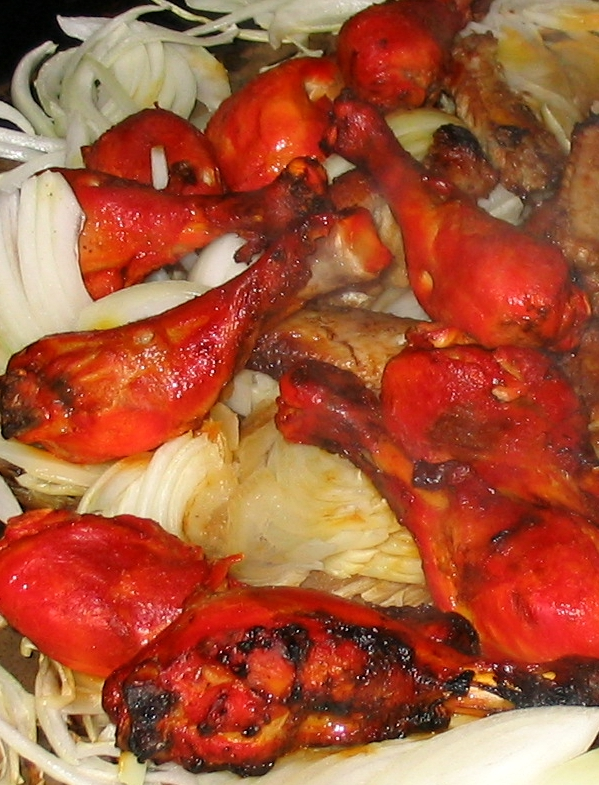
Цыплёнок, приготовленный в тандыре
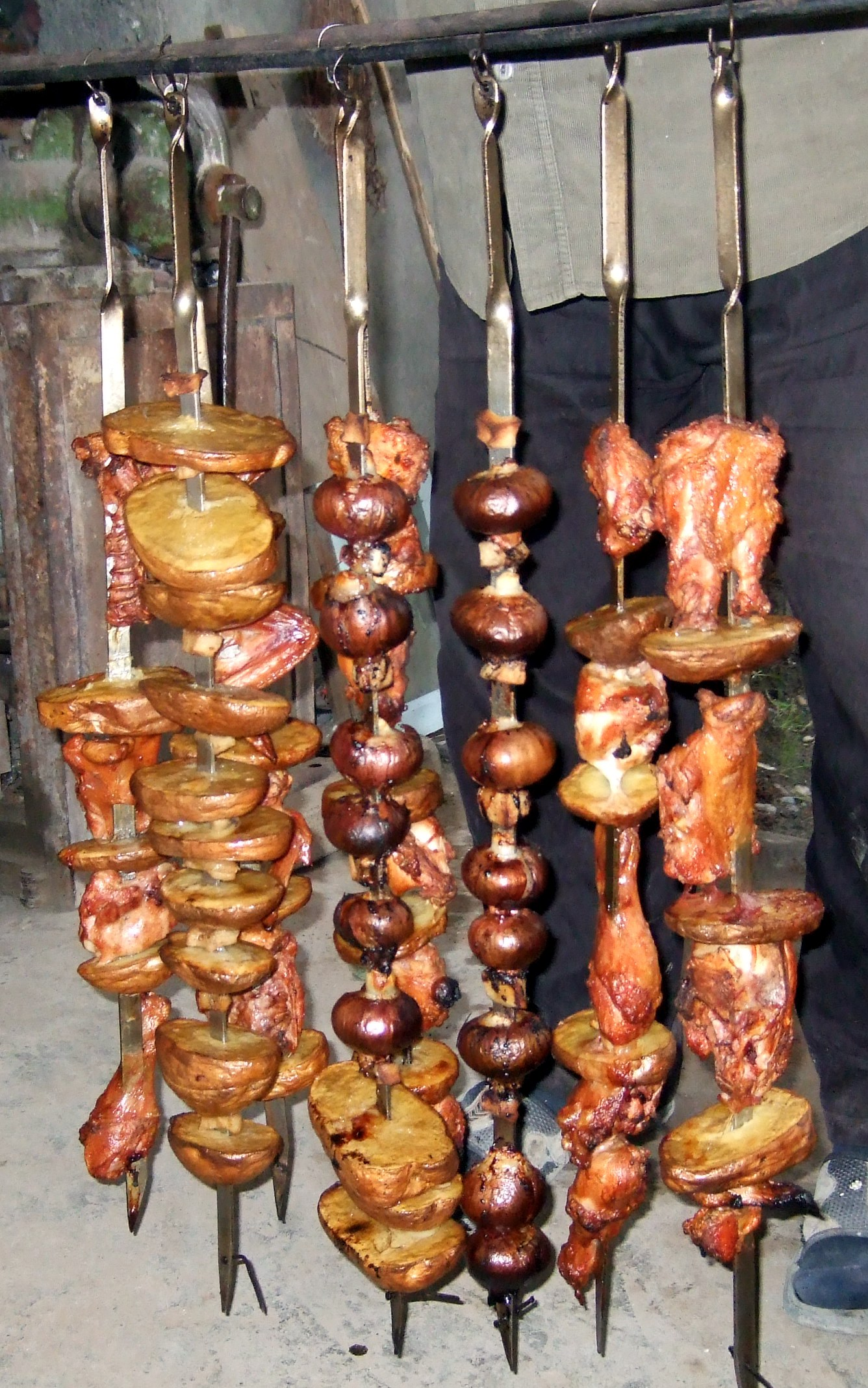
Куриные крылышки, лук, кусочки помидоров, с перемежающимися ломтиками свиного сала, приготовленные в армянском тонире. Армения
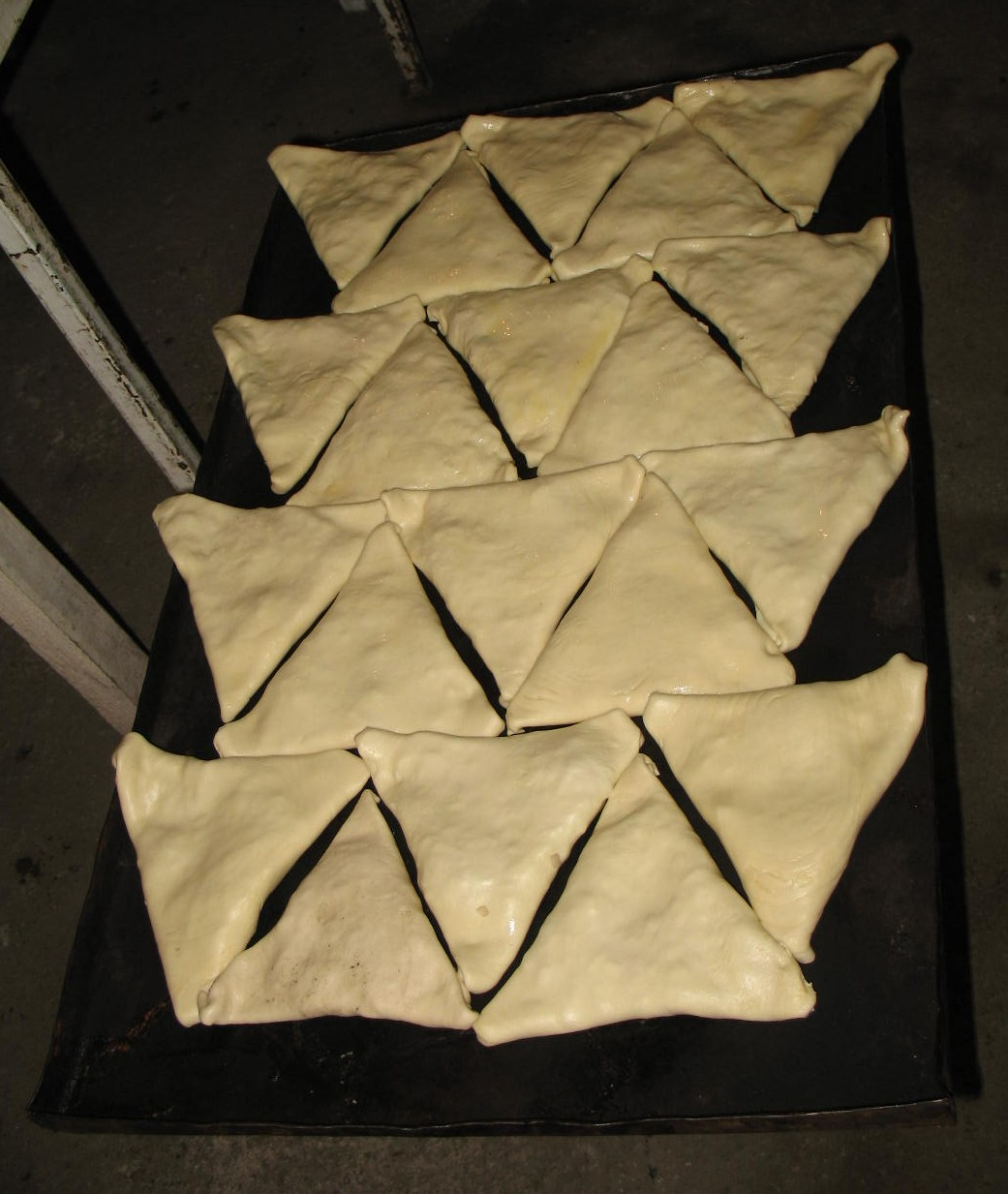
Начинённая и нарезанная самса перед закладкой в тандыр. Каракол, Кыргызстан.
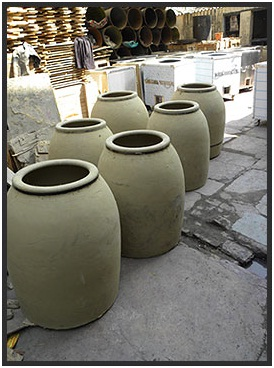
Глиняные горшки как прототип тандыра
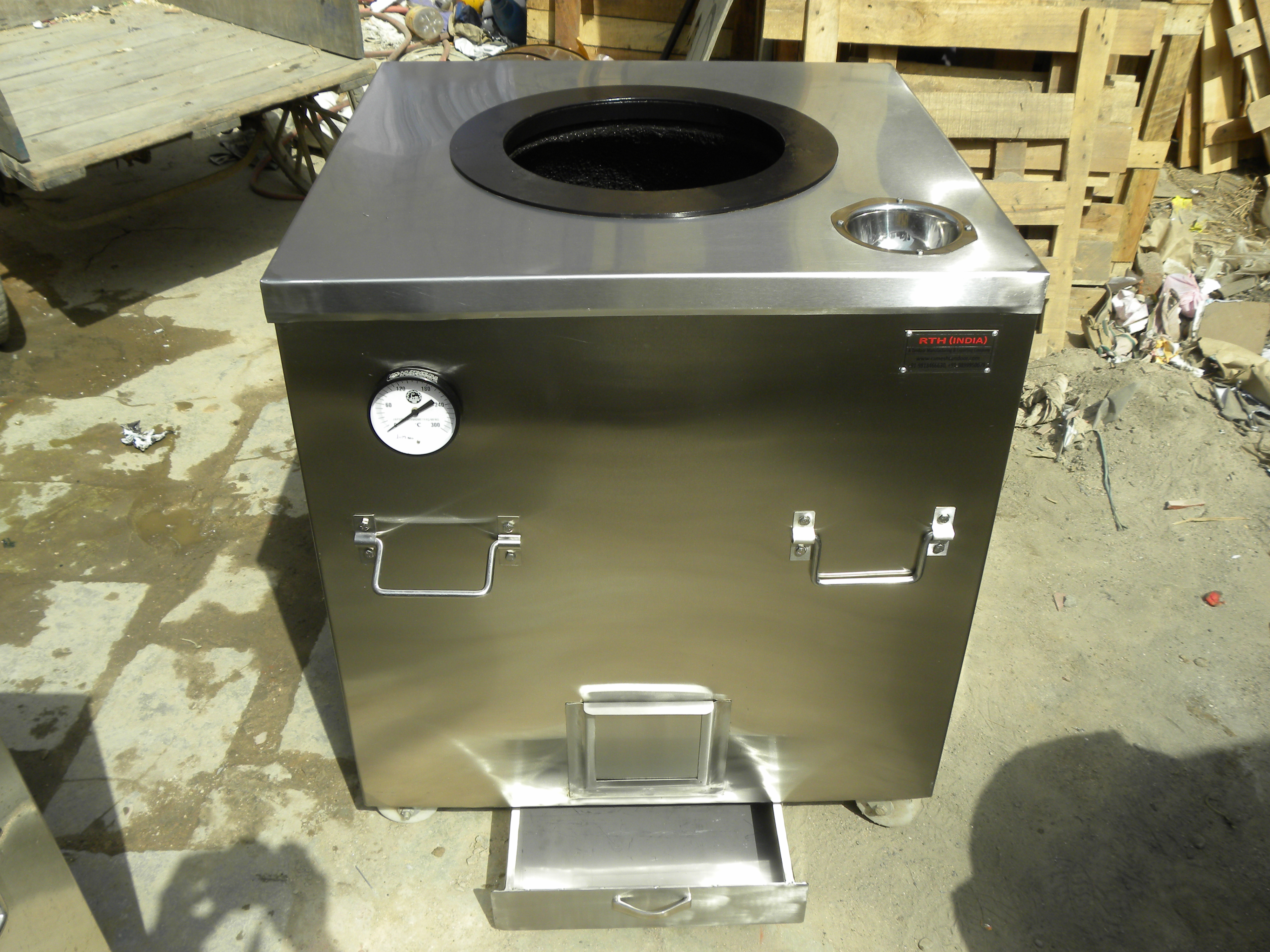
Современный промышленный тандыр из нержавеющей стали с подносом и термометром
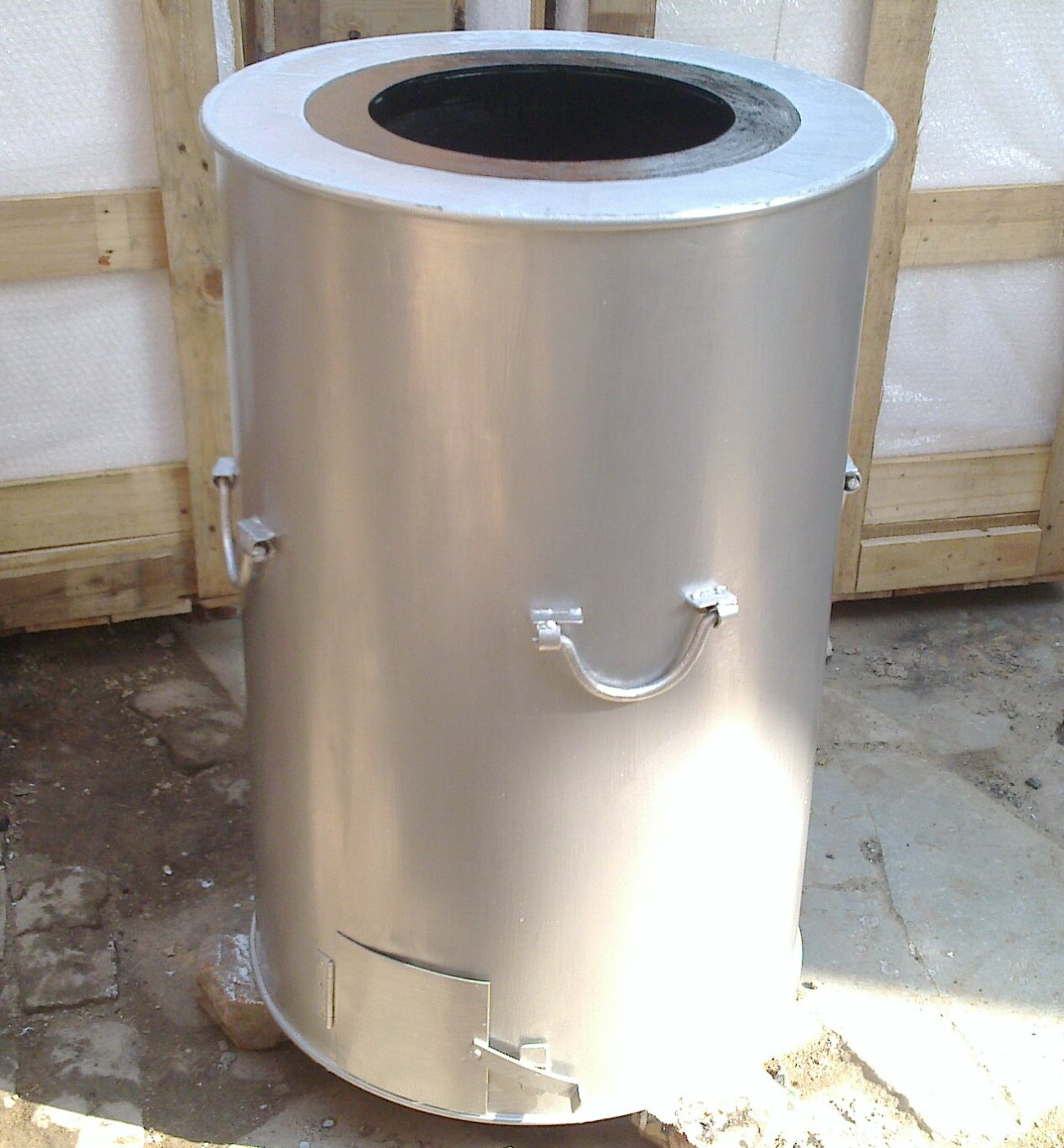
Тандыр на углях
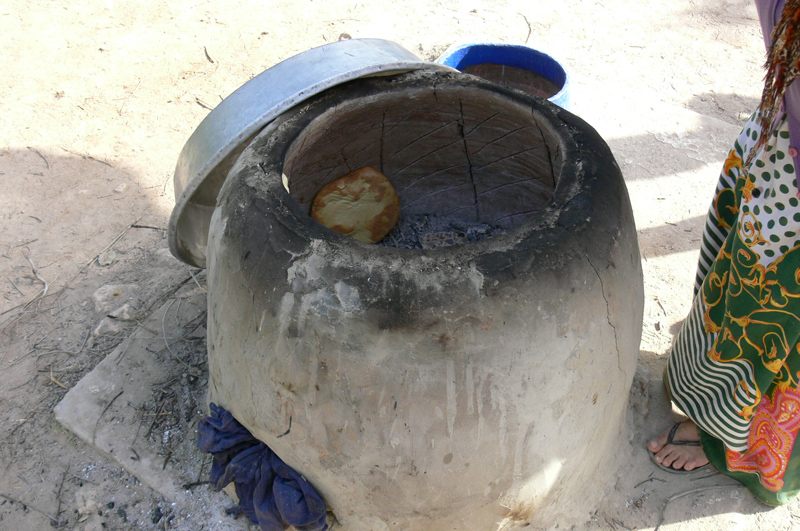
Тандыр в Индии
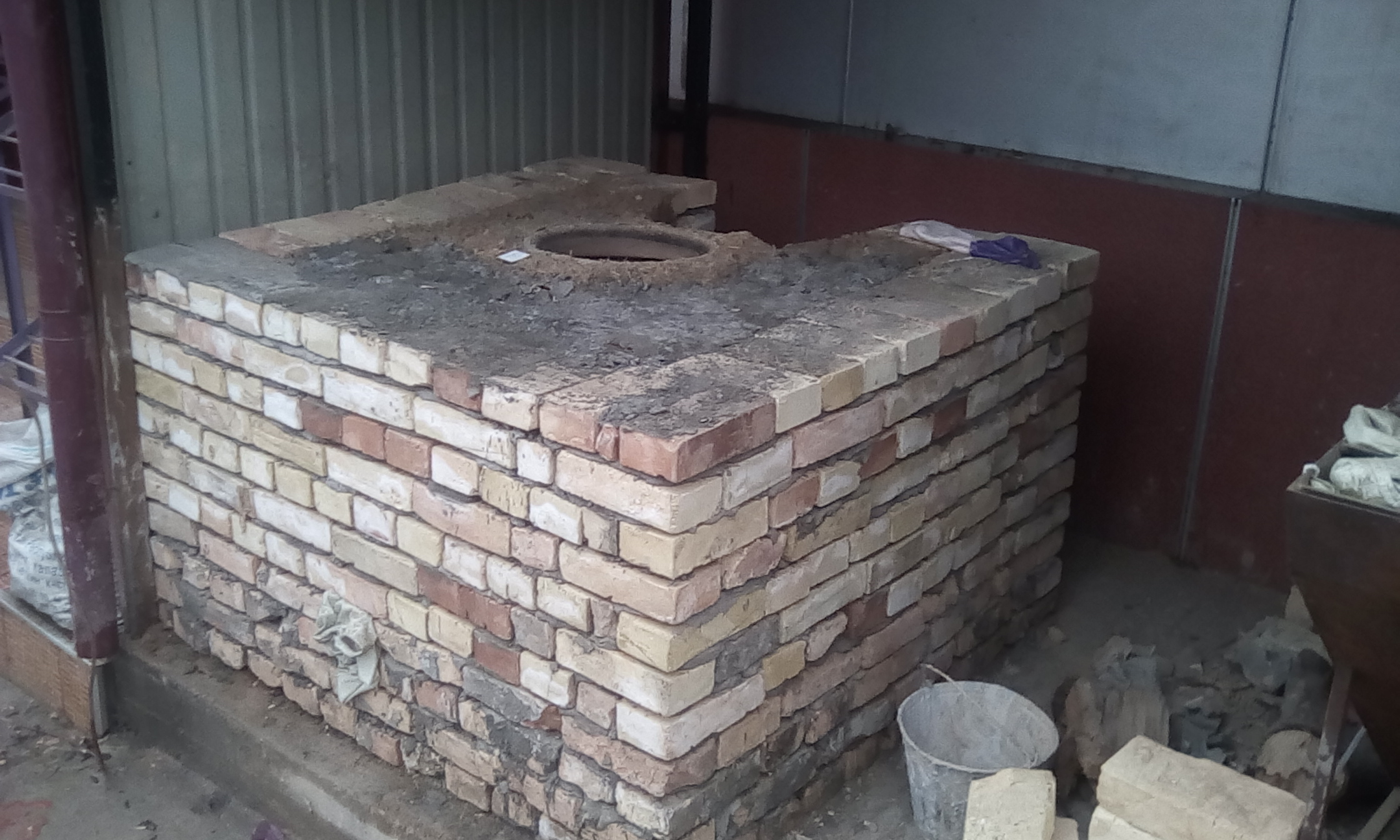
Обкладывание тандыра жжёным кирпичом
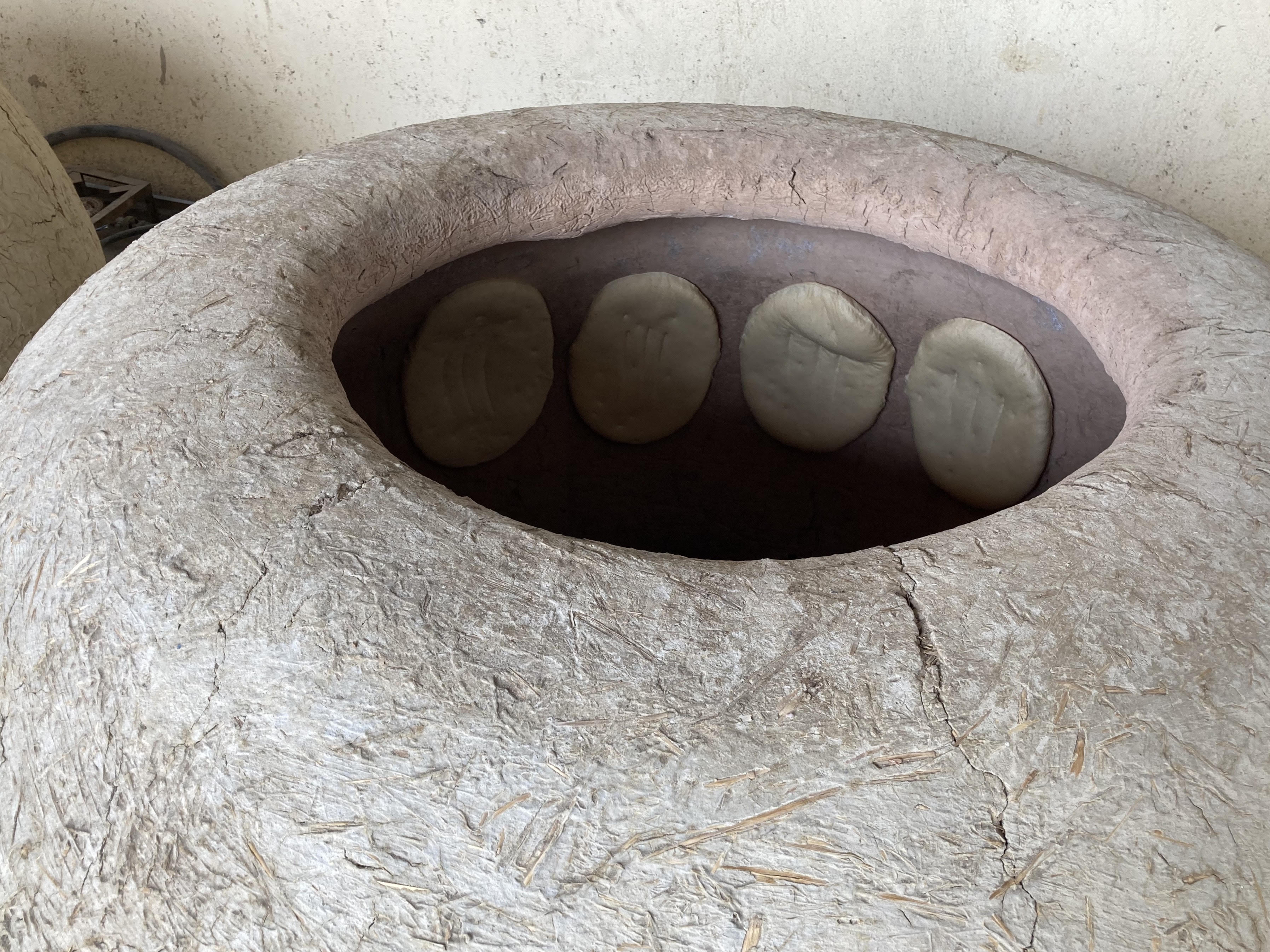
Выпекание хлеба в туркменском тандыре